# 343 TCN
343 TCN là một năm trong lịch La Mã.